# دین نخبگان
دین نخبگان (انگلیسی: Elite religion) در جامعه‌شناسی، دین نخبگان به عنوان نمادها، آیین‌ها و باورهایی تعریف می‌شود که توسط رهبری آن دین مشروع شناخته شده‌است. دین نخبگان اغلب با دین عامیانه یا نمادهای مذهبی و اعتقادات توده‌ها در تضاد است. سپس دین نخبگان «دین رسمی» است که توسط رهبران یک مذهب حمایت می‌شود. برخی از محققان این مفهوم را به‌طور بالقوه برای طیف وسیعی از تقسیمات مذهبی داخلی مانند ارتدوکسی در مقابل هترودوکسی، بین روحانیت و لائیک‌ها، یا بین پیروان ثروتمند دین و فقرا به کار می‌برند.